# Fuchsberge
Die Fuchsberge sind Erhebungen mit bis zu 64 Metern Höhe zwischen den Brandenburger Gemeinden Woltersdorf und Schöneiche. Sie sind Binnendünen am südlichen Rand der Hochebene des Barnim. Sie werden auch als Kleinste Schweiz bezeichnet.

## Name
Bis zur Gründung von Schönblick waren die Fuchsberge zu beiden Seiten von den Ackerfeldern Woltersdorfs umgeben. In den schwer zugänglichen und bewaldeten Sanddünen lebten Füchse, die hier und in den beiden benachbarten Feldern jagten. Die Abkürzung Fuchser wird auch verwendet. Die Fuchsberge sind ein Sammelbegriff für alle Höhen zwischen den ehemaligen Feldern. Die einzelnen Erhebungen tragen eigene Namen, ein Fuchsberg besteht nicht.

## Geographie

### Lage
Die Fuchsberge erstrecken sich über eine Länge von fast zwei Kilometern von der Schönebecker Feldmark bis zum Bauersee. An der Gemeindegrenze von Woltersdorf und Schöneiche überquert die Woltersdorfer Landstraße die westlichste der Dünen. Der Großteil der Fuchsberge liegt auf Woltersdorfer, die nordwestlichsten Ausläufer auf Schöneicher Gebiet.

### Entstehung und heutige Gestalt
Am Ende der letzten Eiszeit, zwischen dem Abschmelzen der Gletscher und der Rückkehr der Vegetation, entstanden die Fuchsberge durch starken Westwind. Dieser wehte vor rund 12.000 Jahren am Südrand des Barnim mehrere Bogendünen auf. Das Kalbshorn, der Hauptkamm der ältesten der vier Dünen ist mit 64 Metern die höchste Erhebung. Südlich und westlich wurden zwei weitere Dünen aufgeweht, die mit der Kalbshorn-Düne zusammenwuchsen. Der Hauptkamm der östlichsten Düne wurde um 1900 zur Sandgewinnung abgebaut. Die übrigen Dünen sind in ihrer Form weitestgehend erhalten geblieben. Die südlichste der Dünen ist jedoch vollständig bebaut.

## Woltersdorfer Schweiz
Die Fuchsberge waren seit der Gründung von Woltersdorf-Schönblick als Kurpark geplant. Die Disconto-Gesellschaft besaß damals das Gelände und verhinderte eine Entwicklung bis 1926. Der Großteil der Fuchsberge wurde ab 1926 von der Gartenbaugesellschaft Woltersdorf parzelliert und erschlossen. Im Jahre 1932 wurden die Straßen durch die Straßenbenennungen zur Woltersdorfer Schweiz. Die Straßen wurden nach Wilhelm Tell, der Rütliwiese oder Schweizer Städten wie Luzern, Genf oder Zürich benannt. Inmitten der Siedlung war auch ein Sportplatz für die Gemeinde geplant, der jedoch erst Jahrzehnte später gebaut wurde. 1938 ging die Gartenbaugesellschaft insolvent und 1939 wurden zahlreiche Straßen in der Ideologie des Faschismus umbenannt. Erst 2006 wurden die Sport- und Freizeitanlagen in den Fuchsbergen eröffnet.

## Verkehrsanbindung
Die östlichen Fuchsberge sind durch die Straßen der Siedlung Woltersdorf-Fuchsberge erschlossen. Mit der Woltersdorfer Straßenbahn sind die Fuchsberge über die Stationen Eichendamm, Lerchenstraße und Berliner Platz gut erreichbar.